# Mustapha Oussalah
Mustapha Oussalah (* 19. února 1982, Lutych, Belgie) je belgicko-marocký fotbalový obránce, který působí od roku 2014 v belgickém klubu KAA Gent. Na svém kontě má jeden start za seniorskou reprezentaci Maroka.

## Reprezentační kariéra

### Maroko
V seniorské reprezentaci Maroka debutoval 10. 9. 2003 v Marrakéši v přátelském utkání proti týmu Trinidadu a Tobaga, které skončilo výhrou Maroka 2:0. Nastoupil v 80. minutě.